# أوتاوا (ويسكونسن)
أوتاوا (بالإنجليزية: Ottawa, Wisconsin) هي بلدة تقع بولاية ويسكونسن في الولايات المتحدة. تبلغ مساحتها 90.4 (كم²)، وترتفع عن سطح البحر 261 م، بلغ عدد سكانها 3758 نسمة في عام 2000 حسب إحصاء مكتب تعداد الولايات المتحدة وتصل الكثافة السكانية فيها 42.3 نسمة/كم2.

## وصلات خارجية
- The US50 - Cities and Towns in Wisconsin State
- Wisconsin Cities and Towns, Facts, Map, Flag, Colleges, Government, and More